# Matilde Ribeiro
Matilde Ribeiro (Flórida Paulista, Brasil, 29 de juliol del 1960) és una professora, assistenta social i activista política brasilera. Fou ministra en cap de la Secretaria Especial de Polítiques de Promoció d'Igualtat Ètnica en el govern de Lula da Silva entre el 2003 i 2008.

## Biografia
Militant del moviment negre i el feminisme, es formà professionalment en treball social en la Pontifícia Universitat Catòlica de São Paulo. Nasqué en una família de pocs recursos, afiliats al Partit dels Treballadors.
Fou elegida pel president Luiz Inácio Lula da Silva per a integrar el primer gabinet del govern al març de 2003, i ocupà fins a l'1 de febrer del 2008 la Secretaria Especial de Polítiques de Promoció de la Igualtat Ètnica, que tenia rang de ministeri.
A l'abril del 2005, participà a Manaus en la I Conferència Estatal de Polítiques de Promoció de la Igualtat Ètnica, marcada pels moviments de protesta caboclos contra les seues polítiques de no reconeixement de la identitat cabocla per la Secretaria.
Actualment és professora de la Universitat d'Integració Internacional de la Lusofonia Afrobrasilera.

## Declaracions polèmiques
Algunes declaracions en abordar qüestions dels sistemes de quotes ètniques en les universitats:
| « | Em sembla millor tenir blancs ressentits i negres dins les universitats que tenir blancs feliços i negres fora de les universitats. | » |

En una entrevista a la BBC Brasil, la ministra creà polèmica en declarar que "no és racisme quan un negre es rebel·la contra un blanc", i que "[la] reacció d'un negre de no voler viure amb un blanc, o d'un blanc que no els agrada, […] és natural". Després d'haver-hi reaccions negatives, la Secretaria divulgà una nota d'esclariment, que fou col·locada per la mateixa ministra en el lloc d'internet del Partit dels Treballadors. Algunes entitats i institucions, fins i tot afrodescendentes, es manifestaren contra les declaracions de la ministra.

## Denúncies
Entre finals del 2007 i primeria del 2008 succeí l'escàndol de les targetes corporatives i la ministra tenia despeses considerades excessives en els resums de targetes de crèdit corporatives distribuïdes pel govern federal als funcionaris per a costejar despeses d'emergència.
Alertada pel controlador ministerial, va reconéixer l'"error" i va afirmar haver retornat l'import a la Unitat, al gener del 2008.
Al febrer del 2008, presentà la dimissió, sota la pressió dels mitjans de comunicació i amenaçada amb l'acomiadament del càrrec per irregularitats en les despeses.
El 31 de juliol de 2008, el Ministeri Públic Federal (MPF) presentà una denúncia per corrupció a la Justícia Federal, i després la publicà la Procuradoria de la República del Districte Federal el 7 d'agost. La demanda busca la devolució als fons públics d'uns 160.000 reals. Si fos condemnada, podria perdre els drets polítics fins a vuit anys.